# Ventotene
Ventotene (it ; lokalno nap. Vientutene; la. Pandataria ili Pandateria; starogrčki: Πανδατωρία) je jedan od Poncijskih otoka u Tirenskom moru, 46 km od obale Gaete točno na granici između Lazija i Kampanije u Italiji. Općina Ventotene, pokrajina Latina (Lazio) imala je 2008. godine 708 stalnih stanovnika.

## Geografija
Otok, ostatak drevnog vulkana, je izdužen, duljine 3 km i najveće širine od oko 800 metara.
Općina uključuje mali susjedni otok Santo Stefano, 2 km istočno, gdje je bio veliki  zatvor, danas zatvoren. Ostali otoci su Ponza, Palmarola i Zannone, koji se nalaze 40 km prema zapadu.

### Klima
Ventotene ima tipičnu mediteransku klimu s vrućim, suhim ljetima i blagim, vlažnim zimama koje su obično vrlo vjetrovite. Vento, kao u nazivu otoka, što na talijanskom znači vjetar, prikladan je za opisivanje istaknutih vremenskih uvjeta za ovaj mali otok daleko na moru. Temperatura nikada ne pada ispod 0°C.

## Povijest

### Rimsko carstvo
Ventotene, kao i svi Poncijski otoci, bio je u vlasništvu cara Augusta (vladao 31. pr. Kr. - 14. p. Kr.) koji je dao sagraditi golemu ljetnu palaču na otoku u ranom dijelu svoje vladavine, uključujući prostrane terme, terase, vrtove, eksedre i akvadukte, a koji su nakon toga ostali carsko vlasništvo. Sada je poznata kao Villa Giulia jer je to vjerojatno bilo mjesto na koje je protjerao svoju kćer Juliju Stariju 2. godine pr. Kr. kao reakciju na njezin ozloglašeni preljub i gdje ju je lako mogao držati na oku. August je imao dvije vile na otoku, ali Julija je vjerojatno poslana u Villu Giulia smještenu na Punta d'Eolo na sjeveru otoka, sa svim sadržajima carskog utočišta.
Godine 29. nove ere, car Tiberije je prognao Augustovu unuku Agripinu Stariju, koja je umrla, vjerojatno od pothranjenosti, 18. listopada 33. godine. Nakon što je sin Agripine Starije Gaj, (poznatiji kao Kaligula), postao car 37. godine nove ere, otišao je u Pandatariju pokupiti njezine ostatke i s poštovanjem ih donio natrag u Rim. Najmlađa kći Agripine Starije, Julija Livilla, bila je dvaput prognana u Pandateriju: prvi put ju je prognao njezin brat Kaligula zbog zavjere da ga svrgne s vlasti, a drugi put njezin ujak, car Klaudije, na poticaj njegove žene Mesaline, godine 41. godine.
Nešto kasnije, Julija Livilla je izgladnjena do smrti, a njezini su ostaci vjerojatno vraćeni u Rim kada je njezina starija sestra Agripina Mlađa postala utjecajna kao Klaudijeva žena. Još jedna ugledna dama Julijsko-Klaudijevske dinastije, Klaudija Oktavija, koja je bila prva supruga cara Nerona, prognana je u Pandateriju 62. godine poslije Krista, a zatim pogubljena po nalogu svog muža.
Ovo je ujedno i otok na koji je bila protjerana Sveta Flavija Domitila, unuka cara Vespazijana.

### Dvadeseto stoljeće
Na obližnjem otoku Santo Stefano, stvoren je u vrijeme vlasti Burbonaca zatvorenički logor, a restrukturiran je u vrijeme Benitom Mussolinijem . Tamo je između 1939. i 1943. bilo zatvoreno do 700 protivnika, uključujući 400 komunista. Jedan od njih bio je Altiero Spinelli koji je tamo napisao tekst danas poznat kao "Ventotenski manifest", promičući ideju federalne Europe nakon rata.
Tijekom Drugog svjetskog rata, otok je služio kao dom njemačkom garnizonu od 114 ljudi, koji je branio ključnu radarsku stanicu. U noći 8. prosinca 1943. američki PT čamac je neprimjećen upao u luku Ventotene i iskrcao 46 američkih padobranaca iz 509. pješačke regimente, koju je predvodio mornarički poručnik (i glumac) Douglas Fairbanks Jr., koji je bio taktički zapovjednik Beach Jumpersa; skupina koja je koristila sve dostupne oblike prijevare kako bi zavarala neprijatelja, i obučena za komandose. Padobranci su se susreli s lokalnim prognanikom s talijanskog kopna koji je potom lagao njemačkom zapovjedniku da se na otoku nalazi pukovnija padobranaca koju je poslala flota savezničkih brodova. Užasnut, njemački zapovjednik uništio je svoje položaje, oružje i brzo se predao slabijim američkim snagama prije nego što je shvatio svoju pogrešku. Ventotene je oslobođen u 03:00 bez ispaljenog metka. Priču je objavio John Steinbeck u Once There Was A War.
U kolovozu 2016. tadašnji talijanski premijer Matteo Renzi sastao se s tadašnjom njemačkom kancelarkom Angelom Merkel i tadašnjim francuskim predsjednikom Françoisom Hollandeom na Ventoteneu, kako bi položili vijenac na grob Altiera Spinellija i razmotrili politiku Europske unije u svjetlu tada predstojećeg britansko povlačenje iz EU.

## Okoliš

### Prirodni rezervat
Ventotene i Santo Stefano dio su prirodnog rezervata stvorenog 1999. godine kako bi se očuvale ekološke, geomorfološke i prirodoslovno-okolišne karakteristike te promicale aktivnosti koje su kompatibilne s očuvanjem prirodnih resursa rezervata. To znači da se nove zgrade ne mogu graditi, a rekonstrukcija je ograničena.

### Morski rezervat
Morski rezervat, koji pokriva 10 km dugo obalno područje, podijeljeno je u tri zone s različitim stupnjevima zaštite i dopuštenim aktivnostima.
Ventotene je popularno odredište za ronioce zbog bistrog, toplog mora i raznolikosti morskog života. Nekoliko ronilačkih centara vodi ronioce svih razina stručnosti na obližnja odredišta da vide špilje pune kozica ili plivaju među ribama koje se više ne boje ljudi otkako je ribolov zabranjen 1997. godine. Postoje i obilasci s vodičem kako bi se vidjeli rimske amfore s brodova potopljenih prije 2000 godina i veliki parobrod Santa Lucia, koji je potopljen tijekom Drugog svjetskog rata, što je rezultiralo s gotovo 100 mrtvih. Leži na dubini od oko 40 m. Postoji i mnogo toga što se može vidjeti uz upotrebu opreme za ronjenje na samo nekoliko metara dubine oko otoka i njegovih plaža.

### Seoba ptica
Ventotene je dobro poznato mjesto za promatranje ptica jer otok služi kao ključna usputna točka za veliki broj ptica selica. Opservatorij za ptice, koji je osnovan 1988. godine, prstenuje oko 20.000 ptica godišnje. Tijekom vrhunca proljetne selidbe u travnju i svibnju, tisuće ptica dnevno stižu s obala Sjeverne Afrike nakon što su preletjele 400 – 500 km non-stop.  Poncijski otoci nude prvu priliku za zaustavljanje nakon dugotrajnog leta, a zbog male veličine Ventotenea koncentracija ptica brojnih vrsta je iznimno visoka. Iscrpljene ptice odmaraju se i mahnito hrane, posve ravnodušne prema ljudskoj prisutnosti, dopuštajući promatračima ptica da ih promatraju i fotografiraju kao rijetko gdje u Italiji.
Opservatorij za ptice dio je PPI (Progetto Piccole Isole), projekta koji proučava migraciju ptica preko Sredozemlja od 1988. godine na 46 lokacija u sedam zemalja. Rezultati ovih studija doveli su do stvaranja Muzeja migracija ptica Ventotene 2006. godine.

## Glavne znamenitosti

### Ruševine vile Giulia
U ranom dijelu svoje vladavine, car August dao je sagraditi ljetnu palaču na otoku, koji je u to vrijeme bio privatno vlasništvo. :12Ostaci ogromnog kompleksa od preko 3,000 m  , koji je uključivao terme, terase, vrtove, eksedru i akvadukte, može se vidjeti na Punto Eolo. Vila je kroz stoljeća bila predmetom sustavnog pljačkanja i besmislenih iskapanja. Međutim, iskapanja su otkrila terme, odaje za poslugu, dvorišta, rezervoare vode i prolaze do mora. Carska ljetna rezidencija postala je poznata kao Villa Giulia jer je postala mjesto progonstva Augustove kćeri Julije Starije 2. pr.:31-32

### Rimska luka
Rimska luka, koja je i danas u funkciji, izgrađena je kao podrška ljetnoj rezidenciji cara Augusta, jer na otoku nije bilo prirodne luke. U cijelosti je iskopan u stijenama i oko 60,000 m   su uklonjeni kako bi se stvorio otvor s uskim, zaštićenim ulazom. Dugačak je oko 180 m, širok do 85 m, a dubok do 3 m. Obala je bila obrubljena skladištima i depoima isklesanim u stijeni, danas pretvorenim u barove, restorane, trgovine i ronilačke centre.:20-22

### Ribarstvo
U podnožju svjetionika nalaze se u stijeni iskopani ostaci rimskog ribnjaka, koji se sastoji od tri bazena, jednog vanjskog i dva u prostorijama s lučnim krovovima u kojima su ostali ulomci ukrašene žbuke i štukature. Sofisticirani sustav kanala i kapaka, osmišljen za izmjenu vode i prijenos ribe iz jednog odjeljka u drugi, osiguravao je stalnu opskrbu carskog domaćinstva mnogim vrstama svježe ribe, tijekom cijele godine i u svim vremenskim uvjetima.
Ribolov je najbolje promatrati iz vode, plivajući s opremom za ronjenje, budući da je razina mora danas oko metar (1 jard) viša nego kad je izgrađena.:27-29

### CisternaCarcerati
Kako Ventotene nikada nije imao dovoljnu opskrbu svježom vodom, nekoliko golemih cisterni za skupljanje kišnice izgrađeno je u rimsko doba u središnjim dijelovima otoka. Iskopani su u stijeni do dubine od cca 10 m, a sastoje se od sustava nadsvođenih krovnih tunela, galerija, bazena i hodnika. Jedan od njih, poznat kao Carcerati (zatvorenici), može se posjetiti u vođenim turama. Ime je dobio po kažnjenicima koji su krajem 18. stoljeća poslani na otok kako bi izgradili današnje selo i bili smješteni u tada praznom rezervoaru. Zidovi galerija prekriveni su grafitima, natpisima i crtežima iz raznih stoljeća, a posebno onih osuđenika koji su crtali slike kuća i prirode kako bi se prisjetili mjesta koja više nikada neće vidjeti.:49-50

### Zatvor Santo Stefano
Zatvor na otoku Santo Stefano dovršen je 1797. godine s projektom temeljenim na teorijama Jeremyja Benthama, engleskog filozofa, pravnika i društvenog reformatora, te njegovu konceptu idealnog zatvora koji je nazvao Panopticon. To je uključivalo arhitekturu institucionalnih zgrada kako bi se omogućilo da sve zatvorske ćelije nadzire jedan nevidljivi zaštitar, koji može ili ne mora biti prisutan, dajući im osjećaj da ih se neprestano promatra. Zatvor je atraktivna velika trokatnica s 99 ćelija u obliku potkove i stražarskom kulom u središtu dvorišta.:85-89
Mnogi poznati politički zatvorenici proveli su vrijeme ovdje, poput Carminea Croccoa, najvažnijeg razbojnika tijekom talijanskog ujedinjenja, i Gaetana Brescija, anarhista koji je ubio kralja Umberta I. 1900. i tamo bio zatvoren godinu dana prije nego što su ga tamničari objesili u ćeliji. Tijekom fašističkog režima mnogi antifašisti bili su zatvoreni u Santo Stefanu, uključujući i budućeg predsjednika Italije Sandra Pertinija. Zatvor je zatvoren 1965. 

### Arheološki muzej
Arheološki muzej Ventotene nalazi se u prizemlju dvorca Bourbon, sjedišta gradskog vijeća. Sadrži nalaze s otoka, podmorja i olupine rimskih brodova oko otoka, kao i veliku maketu otoka iz augustovog doba s carskom rezidencijom i povezanim objektima, poput luke i drugih vila. Nažalost, sve statue iz vile Giulia nestale su ili su prodane u neselektivnoj pljački tijekom stoljeća, a sve što je ostalo je mramorna bista cara Tiberija, izložena u muzeju.:94-95
U srpnju 2009. arheolozi su objavili otkriće "groblja" pet starorimskih brodova u dubokim vodama kod Ventotenea, s njihovim netaknutim teretom maslinovog ulja, garuma i metalnih ingota. Jedan je brod nosio puni teret nekakve posude zvane mortarium, u kojoj se hrana mljela ili pasirala. Neki od pronađenih predmeta odmah su izloženi u Ventoteneu.

### Opservatorij za ptice i Muzej migracija
Jedini muzej migracije ptica u Italiji nalazi se na visokom, južnom kraju otoka u zgradi zvanoj Il Semaforo . Podaci u muzeju temelje se na 20 godina istraživanja i praćenja opservatorija i objašnjavaju kako, gdje i zašto ptice migriraju dok se sele te važnost prstenovanja ptica. Postoje modeli u stvarnoj veličini mnogih vrsta koje koriste Ventotene kao usputnu stanicu. Tijekom proljetne i jesenske selidbe posjetitelji mogu ići i promatrati vaganje, mjerenje i prstenovanje ptica.

## Kultura

### Festival Santa Candida
Proslava zaštitnice otoka, svete Kandide, održava se 20. rujna, ali svečanosti počinju desetak dana ranije svakodnevnim lansiranjem balona uz pratnju orkestara. Ukrašene papirnate balone, vrstu golemih nebeskih lampiona visine do 10 metara, ljeti gradi otočka mladež, a 19. održava se balonarsko natjecanje u sklopu “Igara” koje se cijelo poslijepodne održavaju u Rimskoj luci. Festival kulminira cjelodnevnom gozbom i vjerskom procesijom 20., kada kip svete Candide, postavljen na cvjetnim brodom, izlazi iz crkve i nosi ga uskim ulicama otoka na ramenima osam muškaraca. Kao i na svim događanjima tijekom festivala, bend svira, a petarde i vatromet se pale neprekidno. Proslava završava s dva vatrometa.

## Prijevoz
Otok je povezan svakodnevnom trajektnom i hidrogliserskom linijom s Formijom koju nudi trajektna tvrtka Laziomar. Ovo je dopunjeno ljetnim uslugama za Anzio i Terracinu na kopnu, te obližnji otok Ponza. Tijekom ljetnih mjeseci, SNAV također upravlja rutama između Ventotenea i Napulja, kao i otoka Ischia.

## Vanjske poveznice
- Službena web stranica Ventotene
- ‘Tiny, charming island offers taste of pure Italy’, cnn.com/travel, October 6, 2008.
- Ventotene: An Island in The Global Herald, July 2011
- Ventotene. Global Volcanism Program. Smithsonian Institution. Pristupljeno 14. rujna 2016.